# NN-70
La carretera NN‑70 es una vía colectora secundaria que conecta comunidades rurales del municipio de San Sebastián de Yalí en el departamento de Jinotega. Su trazado facilita el acceso a zonas cafetaleras montañosas del norte del país.

## Trazado y cruces
| km   | Localidad / Punto     | Departamento | Conexión / Ruta |
| ---- | --------------------- | ------------ | --------------- |
| 0,0  | El Águila             | Jinotega     | Inicio          |
| 6,9  | Comunidad El Jícaro   | Jinotega     | Camino rural    |
| 14,8 | San Sebastián de Yalí | Jinotega     | Fin de ruta     |

## Coordenadas
Uno de los tramos de la NN‑70 puede ser encontrado en las coordenadas: 13°20′25″N 85°42′00″O / 13.3402, -85.7001